# Cyclura cornuta
L’iguana rinoceronte (Cyclura cornuta Bonnaterre, 1789), è una specie di sauro della famiglia degli Iguanidi presente soprattutto sull'isola di Hispaniola, suddivisa tra Haiti e la Repubblica Dominicana, nonché su alcuni isolotti vicini. È un'iguana massiccia, che misura tra 60 e 136 cm di lunghezza, la cui colorazione varia dal grigio metallo al verde scuro passando per il bruno. Si distingue soprattutto per la presenza di piccole corna ossee sul muso, alle quali deve il proprio nome comune, ma anche il suo appellativo latino cornuta. Questa iguana è prevalentemente erbivora, e si nutre di foglie, di fiori e di frutti di varie piante. È più precoce delle altre iguane del genere Cyclura, raggiungendo la maturità tra 4 e 5 anni nei maschi e a 2-3 anni nelle femmine. Dopo l'accoppiamento, che avviene nel mese di maggio, le femmine depongono in media 17 uova che si schiudono dopo circa 85 giorni. L'iguana rinoceronte è in diminuzione allo stato selvatico, essendo minacciata dalla presenza di predatori introdotti sull'isola come cani, gatti o manguste. È quindi oggetto di numerosi programmi di conservazione. Al contrario, viene comunemente allevata in cattività ed è di fatto l'iguana del genere Cyclura più numerosa al mondo.

## Descrizione

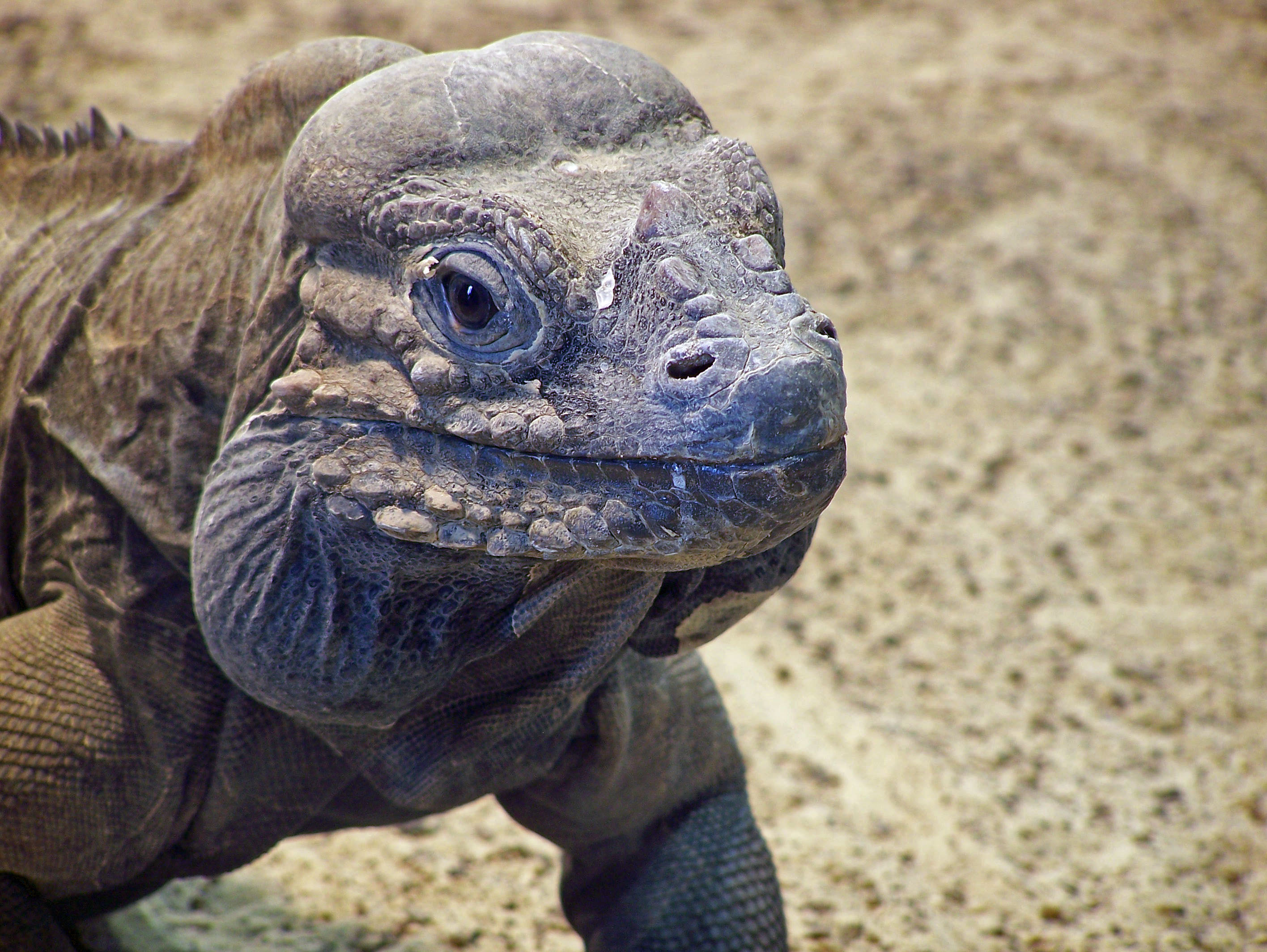
Femmina di Cyclura cornuta.

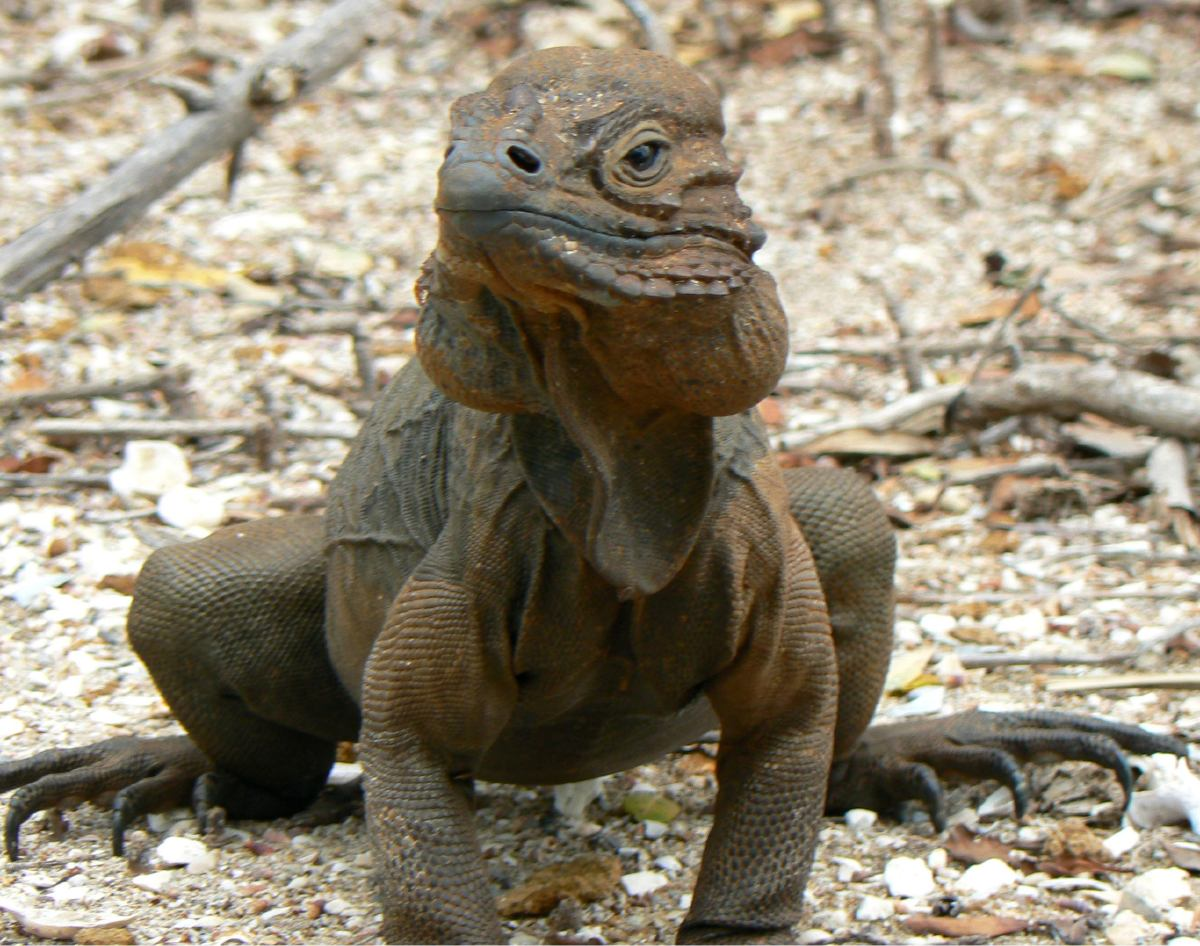
Cyclura cornuta della Repubblica Dominicana.

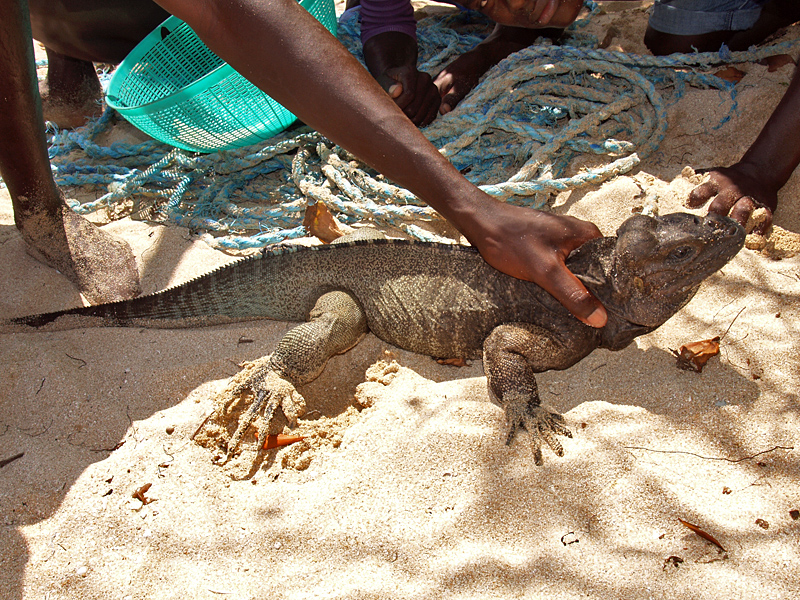
Cyclura cornuta a Limbé (Haiti).

Questa iguana ha un corpo massiccio, con una forte testa e delle zampe possenti. Presenta una cresta estesa dalla testa alla coda. È di colore uniforme variabile dal grigio al bruno, una colorazione scura che probabilmente ne facilita il camuffamento. La maggior parte degli adulti pesa tra 4,56 e 9 kg, e può raggiungere una lunghezza totale di 122 cm, metà dei quali rappresentati dalla coda.
L'iguana rinoceronte è caratterizzata dalla presenza di tubercoli ossei sporgenti sul muso che ricordano delle corna. Thomas Wiewandt, che trascorse un lungo periodo a studiare Cyclura cornuta stejnegeri sull'isola di Mona, suggerisce che queste corna, così come le spine laterali, funzionino come una corazza protettiva contro le rocce taglienti, o per proteggere i maschi e aiutarli a fuggire mentre combattono tra loro. I maschi possiedono una massa adiposa a forma di casco nella regione occipitale, e una grande giogaia. Questa specie, come gli altri membri del genere Cyclura, presenta un dimorfismo sessuale assai marcato. I maschi sono infatti più grandi delle femmine, hanno spine dorsali più grandi e presentano pori femorali più evidenti sulle cosce, che vengono utilizzati per rilasciare feromoni.

## Biologia

### Comportamento
L'iguana rinoceronte è un animale eterotermo prevalentemente attivo di giorno, che trascorre parte della giornata a riscaldarsi al sole per mantenere la sua termoregolazione. La notte si ritira dentro una grotta, un tronco d'albero cavo, una tana o una fessura tra le rocce. È inoltre un animale molto territoriale. I maschi dominanti difendono un territorio ove si trovano una o più femmine dagli altri maschi. Come le altre specie di iguane Cyclura, gli esemplari di questa specie comunicano tra loro essenzialmente attraverso scuotimenti della testa, ed è proprio con movimenti di questo tipo che i maschi cercano di intimidire i loro congeneri o di attirare le femmine. Utilizzano anche questo tipo di movimenti della testa per fronteggiare i predatori.

### Alimentazione

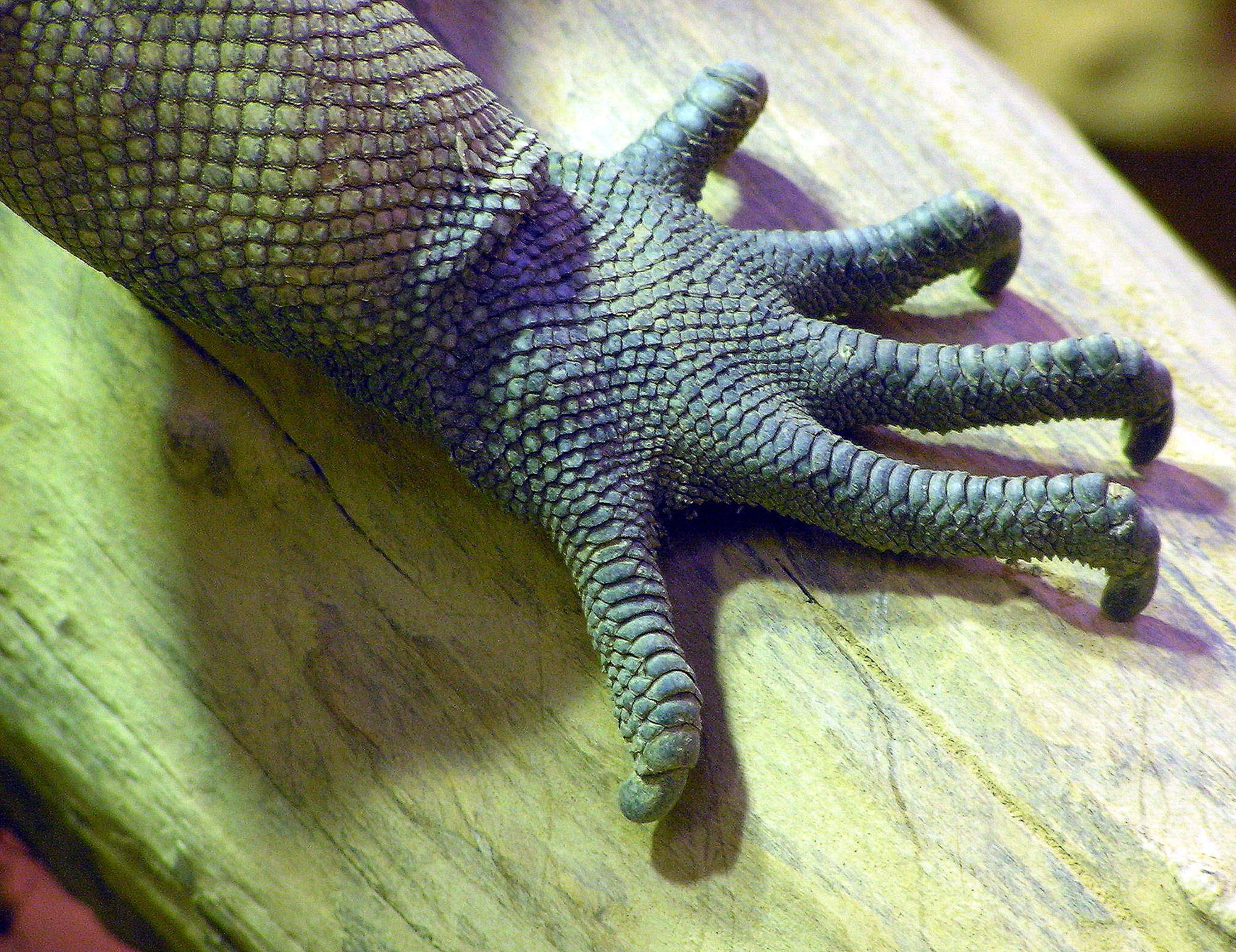
Artigli di un’iguana rinoceronte allo zoo di Bristol.

L’iguana rinoceronte, come la maggior parte delle specie di Cyclura, è principalmente erbivora, e consuma foglie, fiori, bacche e frutti appartenenti a varie specie di piante. Uno studio condotto nel 2000 dalla dottoressa Allison Alberts allo zoo di San Diego ha rivelato che questi animali partecipano alla dispersione dei semi di numerose piante, e che i semi che sono passati attraverso il loro tratto digerente germinano più rapidamente degli altri. I semi contenuti nei frutti consumati dalle iguane godono di un reale vantaggio adattativo, in quanto germinano prima della fine della breve stagione delle piogge. L’iguana rinoceronte rappresenta inoltre un ottimo sistema di dispersione dei semi, soprattutto quando le femmine migrano verso i siti di nidificazione, ed essendo i più grandi erbivori del loro ecosistema insulare sono essenziali per mantenere un equilibrio tra il clima e la vegetazione. L'iguana rinoceronte può, all'occorrenza, divenire carnivora, e alcuni individui sono stati visti mangiare piccole lucertole, serpenti e insetti.
Come le altre lucertole erbivore, l'iguana rinoceronte deve fronteggiare un problema di osmoregolazione: la materia vegetale contiene più potassio e meno sostanze nutritive rispetto alla carne, e gli animali devono quindi consumarne grandi quantità per soddisfare il loro fabbisogno metabolico. A differenza di quelli dei mammiferi, i reni dei rettili non possono concentrare la loro urina per conservare l’acqua corporea. Al contrario i rettili espellono attraverso la loro cloaca degli acidi urici tossici. Nel caso dell’iguana rinoceronte, che consuma molti vegetali, l’eccesso di ioni salini viene espulso attraverso una ghiandola del sale, allo stesso modo degli uccelli.

### Ciclo vitale
I maschi di iguana rinoceronte, a differenza di quelli delle altre specie di Cyclura, raggiungono la maturità sessuale all'età di 4-5 anni. Le femmine la raggiungono a 2 o 3 anni. I maschi sono territoriali e gli esemplari più aggressivi occupano territori più estesi. Possono accoppiarsi con più femmine. Il periodo dell’accoppiamento ha luogo agli inizi o poco prima della prima stagione delle piogge (maggio-giugno) e si prolunga per 2 o 3 settimane. Le femmine depongono tra 2 e 34 uova, con una media di 17, 40 giorni dopo l’accoppiamento, in tane scavate a 1 m di profondità. Esse rimangono di guardia al nido vari giorni dopo la deposizione, e l’incubazione dura circa 85 giorni. È da notare che le uova di questa specie sono tra le più grandi nel mondo delle lucertole. Misurano 64,4-73,3 mm × 43,4-46,9 mm e pesano tra i 72,9 e gli 83,2 g (in media 78 g). Il periodo di nidificazione corrisponde, in questa specie, con la stagione delle piogge. In questo modo, il rischio che le uova si essicchino è limitato, e i piccoli hanno tutte le possibilità di trovare nutrimento in abbondanza, specialmente frutta.
La longevità di questi animali in cattività è di una ventina d'anni.

## Distribuzione e habitat
L’iguana rinoceronte è presente a Hispaniola (sia ad Haiti che nella Repubblica Dominicana) e nelle isole vicine e sull’isola di Mona a Porto Rico. Le popolazioni di questa iguana sono stabili unicamente a Isla Beata e all’estremità della penisola di Barahona nel parco nazionale di Jaragua. In passato una sottospecie viveva sull’isola di Navassa, ma attualmente sembra essere scomparsa. Sono presenti popolazioni relativamente numerose nel sud-est di Haiti e sulle isole situate al largo, nonché in quelle che sorgono dalle acque del lago salato Étang Saumâtre. Le popolazioni di Haiti sono ancora più minacciate a causa della deforestazione e delle attività umane. In generale, le iguane vivono più volentieri, anche se non si limitano a questi habitat, nelle foreste cespugliose, nelle foreste secche xeriche, negli habitat rocciosi a substrato calcareo delle terrazze costiere e nelle pianure dell'isola principale, e su varie isole e cayes al largo di Haiti, in tutta un'intera gamma di habitat subtropicali.
L’iguana rinoceronte è una specie diurna che vive principalmente in zone rocciose con poca vegetazione. Benché sia in grado di correre molto rapidamente, quando viene attaccata o minacciata attacca aggressivamente il suo avversario mordendo e colpendo con la coda, soprattutto quando è messa con le spalle al muro.

## Tassonomia
L’iguana rinoceronte è una specie di lucertola appartenente al genere Cyclura. Il nome del genere Cyclura, che deriva dal greco antico cyclos (κύκλος), «circolare», e ourá (οὐρά), «coda», fa riferimento ai grandi anelli ben visibili sulla coda di tutti i rappresentanti di questo genere. L'appellativo specifico cornuta è la forma femminile dell'aggettivo latino cornutus, che significa «cornuto», e si riferisce alle protuberanze cornee situate sul muso dei maschi di questa specie. La specie venne identificata per la prima volta da Pierre Joseph Bonnaterre nel 1789.
Oltre alla sottospecie tipo (Cyclura cornuta cornuta) presente a Hispaniola, vi sono altre due sottospecie di iguana rinoceronte, Cyclura cornuta stejnegeri e Cyclura cornuta onchiopsis, nonostante si ritenga che quest’ultima sottospecie sia ormai scomparsa allo stato selvatico.
Ecco la lista delle sottospecie secondo Reptarium Reptile Database:
- Cyclura cornuta cornuta (Bonnaterre, 1789) di Hispaniola;
- Cyclura cornuta onchiopsis Cope, 1885 di Navassa, estinta[20];
- Cyclura cornuta stejnegeri Barbour & Noble, 1916 di Mona.

Queste sottospecie vengono considerate tutte specie a parte da Powell e dalla IUCN.

## Conservazione

### Stato di conservazione

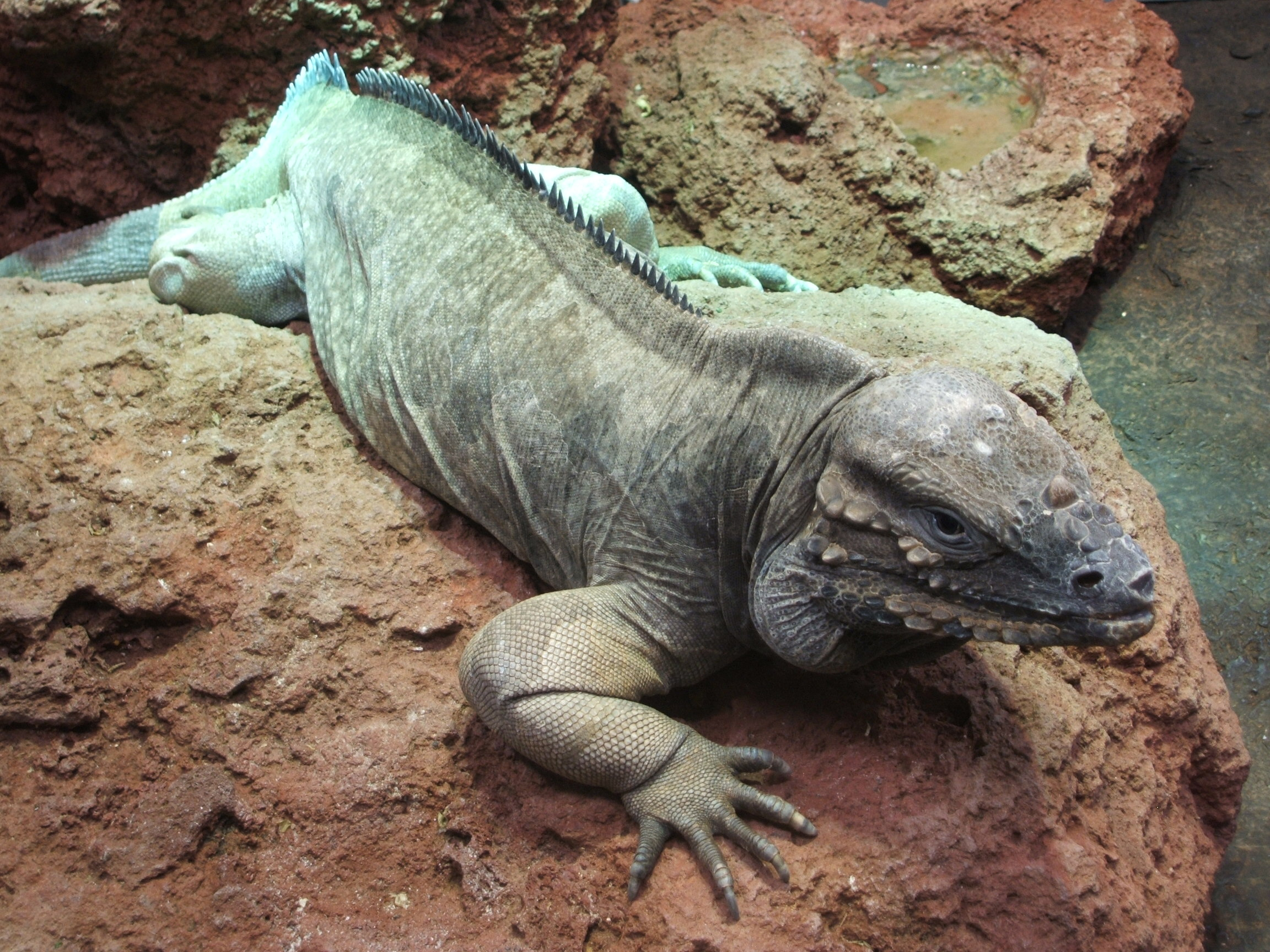
Iguana rinoceronte fotografata al museo della scienza di Boston

Benché l'iguana rinoceronte sia la specie di Cyclura più numerosa in cattività, non ne rimangono che 10.000-16.000 esemplari allo stato selvatico. La specie è quindi classificata come in pericolo, così come la sottospecie dell’isola di Mona. Sebbene questa specie sia molto comune in cattività, è ancora considerata dalla CITES (Convention on International Trade in Endangered Species) come un animale protetto. Nella Repubblica Dominicana, la maggior parte delle popolazioni vivono all'interno di aree naturali protette, e gli animali godono di una protezione adeguata, ma la situazione è differente ad Haiti, paese più povero dove il consumo di carne di iguana è ancora comune e importante per gli abitanti delle zone rurali, dove non ci sono vere e proprie aree protette e gli accordi della CITES vengono mal applicati.
Un programma di allevamento volto al rilascio di esemplari in natura venne messo in atto dal Parque Zoológico Nacional of the Dominican Republic (ZooDom) tra il 1974 e il 1994, dove nascevano in media ogni anno 100 giovani iguane. Queste venivano in seguito rilasciate in varie zone protette del sud-ovest della Repubblica Dominicana al fine di contrastare gli effetti negativi della predazione da parte di serpenti e di animali introdotti come gatti e manguste. Il programma venne interrotto nel 1995, dopo un cambio di amministrazione dello zoo. Dal 2009, sono state effettuate reintroduzioni di iguana rinoceronte sulla penisola di Samaná da un’associazione comunitaria dell’isola: Iguanario de los Tocones.

### Minacce
L'iguana rinoceronte è minacciata principalmente dalla distruzione dell'habitat, dovuta principalmente alle attività umane. In effetti, lo sfruttamento di legna da ardere, la produzione di carbone, l'agricoltura, il pascolo del bestiame e le cave di calcare costituiscono alcune delle ragioni per cui l'habitat di questa iguana si sta restringendo. Inoltre, nelle regioni di foresta secca prediletta da questo animale, l’economia è spesso povera e lo sfruttamento della foresta per ricavare carbone e legna da ardere rappresenta una fonte vitale di reddito per la popolazione. Nella Repubblica Dominicana si stima che circa il 35% dell’habitat di questa iguana sia già scomparso, e che circa il restante 75% sia disturbato dalle attività umane.
Tra le altre minacce che gravano sulla specie, bisogna ricordare la predazione da parte di animali introdotti come cani, gatti, manguste e maiali, che attaccano sia gli adulti che i giovani, consumando inoltre le uova. Questi animali costituiscono soprattutto un pericolo per la sottospecie dell’isola di Mona, che è anche minacciata dalle capre che distruggono i nidi e dal crescente turismo. Inoltre, questi animali vengono cacciati dall’uomo per la carne o per il traffico degli animali da compagnia, soprattutto ad Haiti. Infine, è stata recentemente individuata una nuova minaccia: una malattia che causa la cecità in questa specie, che potrebbe influire sulla sua capacità di trovare nutrimento.

### Allevamento in cattività
L’iguana rinoceronte viene allevata in cattività, sia in parchi pubblici che in collezioni private. Nei soli Stati Uniti, all’interno di 20 istituzioni zoologiche, sono ospitati in cattività 393.236 esemplari, ai quali vanno aggiunti altri 533 esemplari di sottospecie non identificata presenti in altre sette istituzioni iscritte all’Associazione degli zoo e degli acquari. Questo numero potrebbe essere più alto, tenendo conto degli animali degli zoo europei e asiatici e di quelli ospitati nelle collezioni private. Pertanto, la richiesta di animali catturati in natura per rifornire i giardini zoologici è pressoché inesistente.